# Chorozinho (gemeente)
Chorozinho is een gemeente in de Braziliaanse deelstaat Ceará. De gemeente telt 18.759 inwoners (schatting 2009).
De gemeente grenst aan Pacajus, Cascavel, Ocara en Barreira.

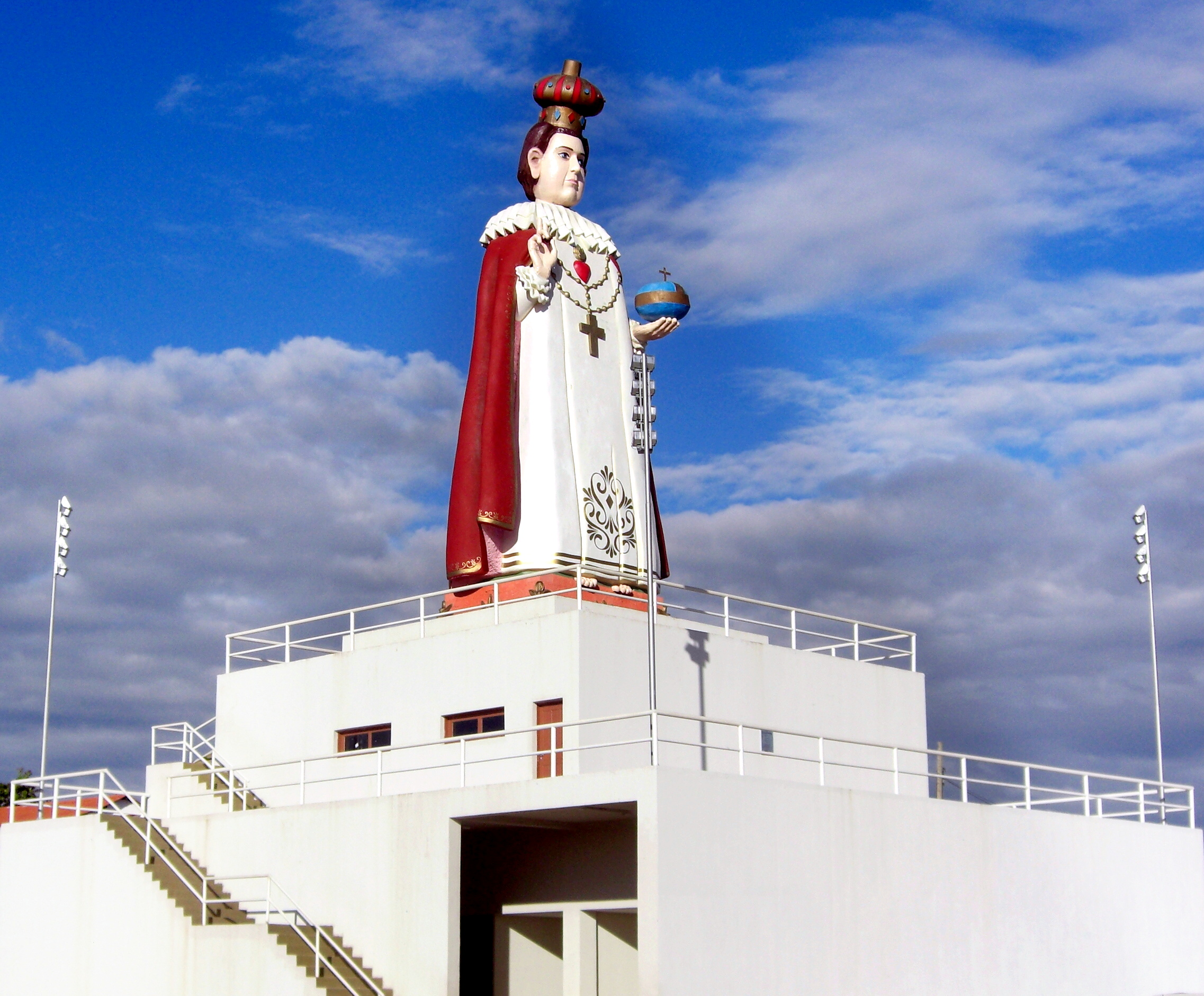
Standbeeld van Menino Jesus de Praga in Chorozinho